# Leptecophylla pogonocalyx
Leptecophylla pogonocalyx är en ljungväxtart som beskrevs av Carolyn M. Weiller.
Leptecophylla pogonocalyx ingår i släktet Leptecophylla och familjen ljungväxter. Inga underarter finns listade i Catalogue of Life.